# Епархия Тиеса
Епархия Тиеса (лат. Dioecesis Thiesina) — епархия Римско-Католической церкви c центром в городе Тиес, Сенегал. Епархия Тиеса входит в митрополию Дакара. Кафедральным собором епархии Тиеса является церковь Святой Анны.

## История
6 февраля 1969 года Римский папа Павел VI издал буллу Pro summo, которой учредил епархию Тиеса, выделив её из архиепархии Дакара.

## Ординарии епархии
- епископ François-Xavier Dione (6.02.1969 — 4.02.1985);
- епископ Jacques Sarr (17.10.1986 — 18.01.2011);
  - Sede vacante (2011—2013);
- епископ Андре Гейе (18.01.2013 — 22.02.2025 — назначен архиепископом Дакара).

## Источник
- Annuario Pontificio, Libreria Editrice Vaticana, Città del Vaticano, 2003, ISBN 88-209-7422-3
- Булла Pro summo  (лат.)